# Aube, Orne

Aube este o comună în departamentul Orne, Franța. În 1 ianuarie 2022 avea o populație de 1.249 de locuitori.